# غاريث هنت
غاريث هنت (بالإنجليزية: Gareth Hunt)‏ هو ممثل بريطاني، ولد في 7 فبراير 1942 بباترسي في المملكة المتحدة، وتوفي في 14 مارس 2007 في المملكة المتحدة بسبب سرطان وسرطان البنكرياس.

## وصلات خارجية
- غاريث هنت على موقع IMDb (الإنجليزية)
- غاريث هنت على موقع ألو سيني (الفرنسية)
- غاريث هنت على موقع أول موفي (الإنجليزية)
- غاريث هنت على موقع قاعدة بيانات برودواي على الإنترنت (الإنجليزية)
- غاريث هنت على موقع قاعدة بيانات الأفلام السويدية (السويدية)
- غاريث هنت على موقع إن إن دي بي (الإنجليزية)
- غاريث هنت على موقع قاعدة بيانات الفيلم (الإنجليزية)
- غاريث هنت على موقع كينوبويسك (الروسية)